# Новый год в Португалии

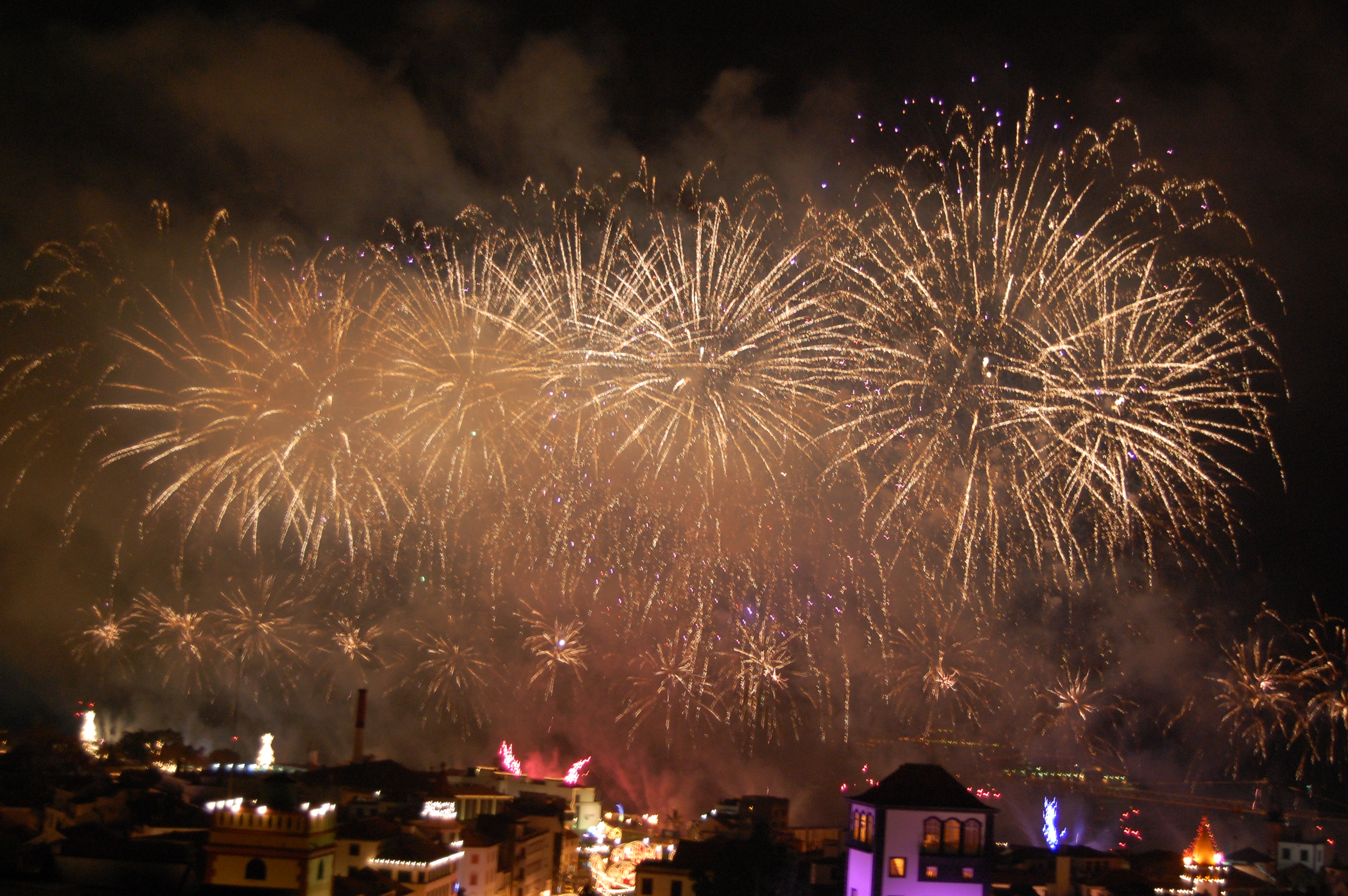
Новогодний фейерверк в Фуншале

Новый год (порт. Ano-Novo) — один из официальных праздников Португалии, который празднуется в ночь с 31 декабря на 1 января каждого года. Канун Нового года (порт. Véspera de Ano-Novo) также носит название порт. Réveillon de la Saint-Sylvestre (от фр. réveiller), что означает «Воскрешение святого Сильвестра».

## Празднование
Как и в большинстве европейских стран, наиболее значимым праздником в Португалии является Рождество, празднуемое 25 декабря. Основные поздравления и празднование в семейном кругу приходятся именно на Рождество, поэтому Новый год обычно празднуют с меньшим размахом и в кругу друзей.
Португальцы редко празднуют Новый год дома, отдавая предпочтение шумным гуляниям в общественных местах. Ужин проходит часто в кругу друзей, затем компания направляется в места, где муниципалитет организовывает уличные концерты и фейерверк. После полуночи многие расходятся по барам и дискотекам.

## Традиции и приметы
- Как и в соседней Испании, в новогоднюю ночь во время 12 ударов колоколов принято съесть двенадцать виноградин, каждая из которых сопровождается загадыванием одного желания[1].
- Начинать Новый год принято с шумного изгнания злых духов — этому способствует грохот крышками кастрюль и прочей кухонной утвари[1]. В современной Португалии эту традицию почти полностью заменил традиционный новогодний фейерверк.
- Некоторые португальцы с наступлением Нового года отправляются купаться в океане, смывая проблемы ушедшего года.
- Новая одежда в новогоднюю ночь должна привлечь счастье в новом году. Особенной силой обладает синее нижнее бельё[1].